# Майе, Клер-Клеманс де
Клер-Клема́нс де Майе́ (фр. Claire-Clémence de Maillé; 25 февраля 1628, Брезе[…] — 16 апреля 1694, Шатору, Франция) — дочь маркиза, вице-короля Каталонии, а также маршала Франции Юрбена де Брезе и племянница кардинала Ришельё, жена принца Людовика II де Конде, известного как Великий Конде.

## Биография
Клер-Клеманс родилась в городе Брезе (современный департамент Мен и Луара). Её отец — Юрбен де Майе,  маркиз де Брезе, сеньор де Мийи и де Теваль, губернатора Анжу  и Де Кале, маршал Франции, мать — Николь дю Плесси де Ришельё, сестра кардинала Ришельё. У неё был младший брат, герцог де Фронсак, Жан Арман де Майе-Брезе, будущий адмирал французского флота.
Её мать страдала тяжелым психическим заболеванием. Николь казалось, что она сделана из хрусталя, она боялась «разбиться», и потому её тяжело было заставить присесть или лечь спать. Её отец Юрбен де Брезе рано оставил жену, которая прожила оставшуюся жизнь взаперти в замке Милли в Анжу. Клер-Клеманс с пяти лет воспитывалась отдельно от матери, ей занималась мадам Бутийе, жена суперинтенданта финансов Клода Бутийе. Клер-Клеманс была тщедушным существом карликового роста, с невыразительными чертами лица и унаследованными от матери отклонениями: у неё всё время мерз небольшой участок руки повыше запястья, и она капала туда горячей смолой; кроме того,  она, как и мать, боялась садиться, воображая, что сделана из стекла.
В 1633 году, в возрасте пяти лет, она была помолвлена с Людовиком, герцогом Энгиенским, будущим Великим Конде. Свадьба состоялась 11 февраля 1641 года в Пале-Рояль, называвшимся в то время Кардинальским дворцом. Людовик тщетно протестовал против свадьбы, но его отец заставил его жениться на Клер-Клеманс. Этот брак не только доставил жениху 600 тысяч ливров приданого, но, к сожалению, принес несчастье семейству Конде. Клер родила мужу троих детей, из которых выжил старший сын. Он страдал припадками, в конце жизни перешедшими в помешательство и ликантропию, внук болел макроцефалией и эпилепсией, правнук был психически неуравновешенным с садистскими наклонностями. 
Выйдя замуж за члена царствующего дома, Клер-Клеманс стала принцессой крови, а после смерти Генриха II (1646), когда титул принца де Конде перешел к её мужу, она стала первой принцессой крови, обретя тем самым наивысший после членов королевской семьи аристократический ранг. Во времена Фронды, когда её муж был арестован и заточен в Венсенском замке, она энергично боролась за его освобождение. После поражения Фронды последовала вслед за мужем в эмиграцию в испанскую Фландрию. 
Вернулась во Францию в 1660 году. Несмотря на преданность жены, герцог долгие годы (начиная со смерти Ришельё в 1642 году) тщетно пытался расторгнуть свой брак. В 1671 году он сумел избавиться от жены под предлогом супружеской измены и отправил её в замок в Шатору, где она жила до своей смерти в 1694 году.